# Episodi di Bella e i Bulldogs (seconda stagione)
La seconda e ultima stagione di Bella e i Bulldogs è andata in onda dal 30 settembre al 25 giugno 2016 su Nickelodeon.
In Italia è andata in onda dal 19 settembre 2016 al 19 gennaio 2017 su TeenNick e in chiaro su Super! dal 15 aprile 2017 al 17 giugno 2017.
| nº | Codice di prod. | Titolo originale            | Titolo italiano             | Prima TV USA      | Prima TV Italia   |
| -- | --------------- | --------------------------- | --------------------------- | ----------------- | ----------------- |
| 1  | 201             | Wide Deceiver               | Una nuova stagione          | 30 settembre 2015 | 19 settembre 2016 |
| 2  | 203             | Girls' Night                | Serata tra ragazze          | 7 ottobre 2015    | 20 settembre 2016 |
| 3  | 205             | "Personal Foul"             | Gioco sporco                | 14 ottobre 2015   | 21 settembre 2016 |
| 4  | 204             | "Rally Week"                | La settimana delle mascotte | 21 ottobre 2015   | 23 settembre 2016 |
| 5  | 202             | "Sha-Boo! Ya"               | Sha-Boo-Ya!                 | 28 ottobre 2015   | 22 settembre 2016 |
| 6  | 208             | "Who Killed Tex Fest?"      | Chi ha ucciso il Tex Fest?  | 4 novembre 2015   | 11 gennaio 2017   |
| 7  | 207             | "Dudes & Chicks"            | Punti di vista              | 11 novembre 2015  | 28 settembre 2016 |
| 8  | 209             | "Two Many Dates"            | Troppi appuntamenti         | 18 novembre 2015  | 12 gennaio 2017   |
| 9  | 214             | "The Outlaw Bella Dawson"   | Bella Dawson, la fuorilegge | 13 febbraio 2016  | 13 gennaio 2017   |
| 10 | 212             | "Parents & Pigskins"        | Genitori nel pallone        | 18 marzo 2016     | 3 ottobre 2016    |
| 11 | 210             | "Glitz & Grit"              | Grazia e grinta             | 26 marzo 2016     | 27 settembre 2016 |
| 12 | 213             | "Accept No Substitutes"     | Il gioco delle coppie       | 2 aprile 2016     | 29 settembre 2016 |
| 13 | 206             | "I Love You, Hunter Hayes!" | Il concerto della discordia | 9 aprile 2016     | 26 settembre 2016 |
| 14 | 215             | "Party of Three"            | Delusione d'amore           | 16 aprile 2016    | 16 gennaio 2017   |
| 15 | 211             | "Bad Grandma"               | Super Nonni                 | 23 aprile 2016    | 9 gennaio 2017    |
| 16 | 216             | "Bella in the Spotlight"    | Sotto i riflettori          | 30 aprile 2016    | 17 gennaio 2017   |
| 17 | 217             | "Doggone Record Breaker"    | Il nuovo record             | 7 maggio 2016     | 10 gennaio 2017   |
| 18 | 220             | "Tailgating"                | Rivelazioni                 | 4 giugno 2016     | 30 settembre 2016 |
| 19 | 218             | Oh Baby, It's the Playoffs  | Un sogno che si avvera      | 11 giugno 2016    | 18 gennaio 2017   |
| 20 | 219             | Biggest. Game. Ever.        | La festa pre-partita        | 25 giugno 2016    | 19 gennaio 2017   |

## Una nuova stagione
I 6 protagonisti tornano a scuola dopo l'estate, Bella è molto felice di vedere le amiche e gli amici, Newt ha preso un'insolazione e Troy è stato dai nonni.Troy accetta la proposta della squadra di football della Whitworth Academy, ma quando lo comunica a Bella, lei si arrabbia e si sente tradita.

## Serata tra ragazze
Bella, Sophie e Pepper organizzano una serata tra ragazze. Bella scopre che il ragazzo che consegna le pizze è Zach, che l'anno precedente le aveva dato buca a un appuntamento.

## Gioco sporco
I Bulldogs affronteranno la Whitworth e i ragazzi si preparano alla partita. I Rangers decidono di fare uno scherzo ai Bulldogs e Troy suggerisce di riempire il loro spogliatoio di carta igienica.

## La settimana delle mascotte
È la settimana che precede l'inizio della gara e, come da tradizione, a ciascuna cheerleader viene assegnato un giocatore della squadra di football che dovrà accudire e coccolare.

## Sha-Boo-Ya
È la settimana di Halloween. I ragazzi si stanno organizzando per fare degli scherzi spaventosi alle ragazze.

## Chi ha ucciso il Tex-Fest?
Quando la Festa Texana viene annullata, la scuola è decisa a capire perché. Alla fine, si scopre che è dovuto alla mancanza di fondi, in seguito all'acquisto di attrezzature e un campo da football.

## Punti di vista
Il cugino di Sawyer, Charlie, arriva in città per il Mercato degli agricoltori. Bella odia Charlie da quando, al nono compleanno di Sawyer le ha rovesciato un succo di frutta sul suo bellissimo vestito.